# Niveaphasma annulatum
Niveaphasma annulatum is een wandelende tak uit de familie Phasmatidae. De wetenschappelijke naam van deze soort is voor het eerst voorgesteld als Pachymorpha annulata door Frederick Wollaston Hutton in een publicatie uit 1898.
De soort komt voor op het Zuidereiland (Nieuw-Zeeland).